# Ferdinand Maria von Lobkowicz
Ferdinand Maria von Lobkowicz (anche Lobkowitz; (FR)  Ferdinand-Marie de Lobkowitz; Vienna, 18 dicembre 1726 – Münster, 29 gennaio 1795) è stato un nobile e vescovo cattolico boemo naturalizzato austriaco.

## Biografia

### Carriera ecclesiastica
Ferdinand Maria Karl Joseph Leonard Procopius von Lobkowicz era il figlio del feldmaresciallo Johann Georg Christian, appartenente all'antica famiglia di nobiltà boema dei Lobkowicz, e di Carolina Enrichetta von Waldstein.
Studiò a Roma presso il Collegio Romano. Il 2 aprile 1747 ricevette gli ordini minori a Salisburgo e il 10 maggio 1750 divenne suddiacono a Praga. Successivamente fu ordinato sacerdote. Divenne canonico dei capitoli di Augusta e Salisburgo.
Fu scelto dall'imperatrice Maria Teresa d'Austria come vescovo di Namur e confermato da papa Pio VI il 30 marzo 1772, fu consacrato dal futuro cardinale József Batthyány, all'epoca arcivescovo di Kalocsa, presso la cattedrale di Vienna.
L'imperatrice decise di trasferirlo alla diocesi di Gand (nell'odierno Belgio), ma la proposta fu bocciata dal capitolo della cattedrale: Lobkowicz era considerato inadatto e soprattutto fuori luogo poiché non parlava la lingua locale. Dopo un lungo confronto la nomina fu approvata da papa Pio VI il 20 settembre 1779. Fece il suo ingresso il 22 novembre 1779, provenendo dalla residenza di campagna del vescovo a Lochristi si trasferì a Gand, visitando per prima la cattedrale di San Bavone.

## Genealogia episcopale
La genealogia episcopale è:
- Cardinale Scipione Rebiba
- Cardinale Giulio Antonio Santori
- Cardinale Girolamo Bernerio, O.P.
- Arcivescovo Galeazzo Sanvitale
- Cardinale Ludovico Ludovisi
- Cardinale Luigi Caetani
- Cardinale Ulderico Carpegna
- Cardinale Paluzzo Paluzzi Altieri degli Albertoni
- Cardinale Flavio Chigi
- Papa Clemente XII
- Cardinale Giovanni Antonio Guadagni, O.C.D.
- Cardinale Cristoforo Migazzi
- Cardinale József Batthyány
- Vescovo Ferdinand Maria von Lobkowicz